# Simonyi-Semadam Sándor

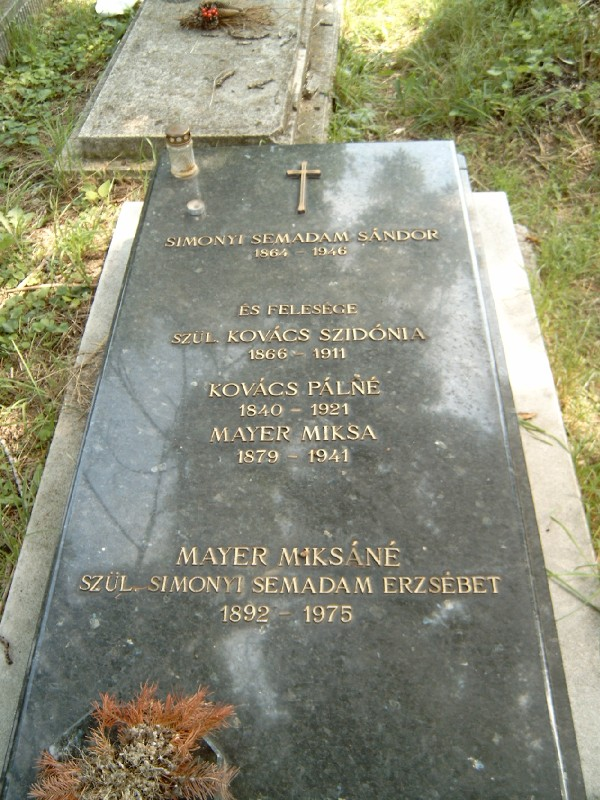
Simonyi Semadam Sándor sírja Budapesten. Farkasréti temető: Hv27-1-58.

Simonyi-Semadam Sándor Jenő (Csesznek, 1864. március 23. – Budapest, 1946. június 4.) magyar ügyvéd és politikus, 1920. március 15. – 1920. július 19. között Magyarország miniszterelnöke. Nagy műveltséggel, széles látókörrel bírt, tagja volt a Magyar–Japán Társaságnak és kutatta a keleti nyelveket.

## Családja és származása
1864. március 23-án Cseszneken született, római katolikus polgári családban; apja Semadam József (1827–1905), a cseszneki kerület szolgabírója, anyja Hock Erzsébet volt. 1898. augusztus 1-jén Simonyi Sándor Dezső örökbe fogadta Semadam Sándort, aki onnantól fogva a "Simonyi-Semadam" kettős vezetéknevet viselte leányaival együtt. Simonyi-Semadam Sándor leánytestvére Semadam Mária Jozefa (1858–1927), akinek a férje dr. Kováts Aladár (1867–1916), miniszteri osztálytanácsos.

### Házassága és leszármazottjai
Feleségül vette nemes Kovács Szidónia (Buda, 1866. február 24.– Budapest, 1911. január 26.) kisasszonyt, akinek a szülei nemes Kovács Pál (1821–1884), köz- és váltó- ügyvéd, és Keller Szidónia (1840–1921) voltak. Az apai nagyszülei nemes idősebb Kovács Pál (1785–1867), tanodai tanácsos, a Budapesti Kerület tanodai főfelügyelője, a magyar királyi Helytartó Tanácsnál a tanulmányi bizottmány ülnöke, és Belnay Jozefin (1798–1891) voltak. Simonyi-Semadam Sándor és nemes Kovács Szidónia frigyéből egy fia és két lánya született:
- Simonyi-Semadam Erzsébet Szidónia Vilma (Budapest, 1892. május 2.–Budapest, 1975. március 13.).[15] Férje: Mayer Miksa Ferenc (Budapest, 1879 január 5.–Budapest, 1941. április 10.), a Ganz-gyár főfelügyelője, mérnök.[16][17]
- Simonyi-Semadam Margit (Budapest, 1893. július 6.–1976). Férje: Mayer Géza (Budapest, 1880. január 20. – Budapest, 1943. május 20.) magyar jogász, jogtudományi szakíró, 20 éven át a Szabadalmi Bíróság alelnöke.[18]
- Simonyi-Semadam Sándor (Budapest, 1898. február 15.), első világháború után olasz hadifogságban halt meg.[19]

## Élete
Jogásznak tanult Budapesten és Németországban, továbbá Észak-Amerikában, St. Louisban jogot és közgazdaságtant hallgatott. A jogi doktori oklevél megszerzése után ügyvédi vizsgát tett, és ügyvédi irodát nyitott. Az ügyvédi munkája mellett rendszeresen publikált politikai, közgazdasági és jogi tárgyú cikkeket. Írásai megjelentek a Hazánkban, az Alkotmányban, a Jogtudományi Közlönyben és a Szövetkezésben. Nagy műveltségű és széles látókörű ember volt. Sokat utazott, Európa nagy részét bejárta, de eljutott Afrikába, Amerikába és Ázsiába is. A keleti nyelvek kutatásával is foglalkozott.
Felesége Kovács Szidónia volt, akitől egy fia és két lánya született. Idősebb lányát, Erzsébetet (1892–1975) Mayer Miksa, a Ganz-gyár mérnöke, Kandó Kálmán munkatársa vette feleségül, Margit lányát (1893–1976) pedig Miksa testvére, Mayer Géza, a szabadalmi bíróság alelnöke vette el. Sándor fia az első világháború után olasz hadifogságban halt meg.
1901-ben a Katolikus Néppárt politikusaként került be a politikai életbe. Rövid ideig tartó politikai pályafutása a Tanácsköztársaság bukását követően ívelt fel: 1920. március 15. és július 19. között Magyarország miniszterelnöke volt. Lemondását követően visszatért az ügyvédi pályához. 1946. június 4-én, Budapesten halt meg, hurutos tüdőgyulladás, szívbénulás következtében.

## Politikai pályafutása
Politikai pályafutása Németújváron kezdődött, amikor 1901-ben néppárti politikusként országgyűlési képviselővé választották. Az őszirózsás forradalmat követően a Károlyi-kormány alatt visszavonult a politikai élettől. A Tanácsköztársaság idején ellenforradalmi tevékenység vádjával letartóztatták és túszként fogva tartották. A Keresztény Nemzeti Egyesülés Pártjának megalakulását követően a párt vezetőjeként tért vissza a politikai életbe. 1920-ban nemzetgyűlési képviselőnek választották, és február 18-án a nemzetgyűlés első alelnöke lett.
Simonyi meglehetősen zavaros időszakban, az első világháború utáni időben töltött be állami vezetői tisztségeket. 1920. március 15. – 1920. július 19. között Magyarország miniszterelnöke volt. A miniszterelnöki poszton kívül, amelyre Horthy Miklós, Magyarország kormányzója nevezte ki, ideiglenesen belügy- és külügyminiszter is volt. A megbízást a tiszántúli választásokig fogadta el. Az ő kormánya kényszerült a súlyos következményekkel járó trianoni békeszerződés aláírására. A szerződés aláírása (amelyre előtte egyetlen kormányfő sem vállalkozott) és a tiszántúli választások után lemondott.
Lemondását követően 1921 tavaszán, az első királypuccs után még belépett az Országos Kisgazda- és Földműves Pártba, de 1922-től már nem vállalt további politikai szerepet.

### Tagságai
A Magyar–Japán Társaság tagja volt, és azon fáradozott, hogy egyre több kulturális kapcsolat épüljön ki Japán és Magyarország között. 1922–1924 között a négytagú Országos Pénzügyi Tanács tagja és 1932–1945 között a Magyar Jelzálog Hitelbank kormánybiztosa volt. 1936-ban Horthy Miklós kormányzó titkos tanácsossá nevezte ki.